# Billy Williams (cestista)
Billy Joe Williams (New York, 27 settembre 1958) è un ex cestista statunitense, professionista in Francia.

## Carriera
Venne selezionato dagli Houston Rockets al secondo giro del Draft NBA 1980 (43ª scelta assoluta).

## Palmarès
- Campionato francese: 1

Olympique d'Antibes: 1994-95